# Solinger Kunstverein

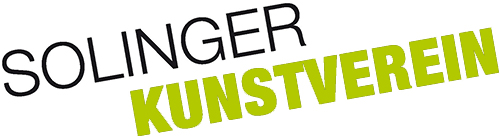
Logo des Solinger Kunstvereins seit 2017

Der Solinger Kunstverein ist ein deutscher Kunstverein mit Sitz in Solingen. Der Verein wurde 1989 gegründet. Initiator war der damalige Landtagsabgeordnete Ernst Martin Walsken. Der Solinger Kunstverein ist im Vereinsregister Wuppertal eingetragen und gemeinnützig.
Im Oktober 2024 wurde dem Solinger Kunstverein für sein langjähriges Schaffen der Rheinlandtaler des Landschaftsverband Rheinland verliehen.

## Zielsetzung
Der Solinger Kunstverein widmet sich seit der Gründung der selbst gestellten Aufgabe, mehr Menschen in Solingen und der Umgebung mit Kunst vertraut zu machen und mit verschiedensten Erscheinungsformen der zeitgenössischen Kunst zu konfrontieren. Von Arbeiten auf Papier über stilistisch vielfältige Richtungen der Malerei, Skulpturen und Objekte bis hin zu aktueller aktionaler und medialer Kunst reicht die Palette der Ausstellungen und Projekte. Neue künstlerische Entwicklungen bis hin zu experimentellen Wegen werden aufgespürt und gezeigt. Ebenso hat die Kunstvermittlung in Form von Exkursionen zu interessanten Museen sowie auch herausragenden Ergebnissen aktueller Architektur ihren Raum. Der Solinger Kunstverein arbeitet bei der Realisierung seiner Ausstellungen und Projekte mit mehreren Kooperationspartnern zusammen. Er ist Mitglied in der Arbeitsgemeinschaft Deutscher Kunstvereine (ADK). Auf Anregung des Kunstvereins wurde in Solingen das Museum Baden, heute Kunstmuseum Solingen, im ehemaligen Gräfrather Rathaus eröffnet.
2018 war an die Arbeitsgemeinschaft Deutscher Kunstvereine 43 Mitglieder an Anzahl gemeldet.

## Vorsitzende
- Jens H. Hünerjäger: 1989 bis 1991
- Rolf Reininghaus (†): 1991 bis 2013
- Heinz-Willi Müller: 2013 bis 2017
- Christa-Maria Berger: seit 2017

## Arbeit

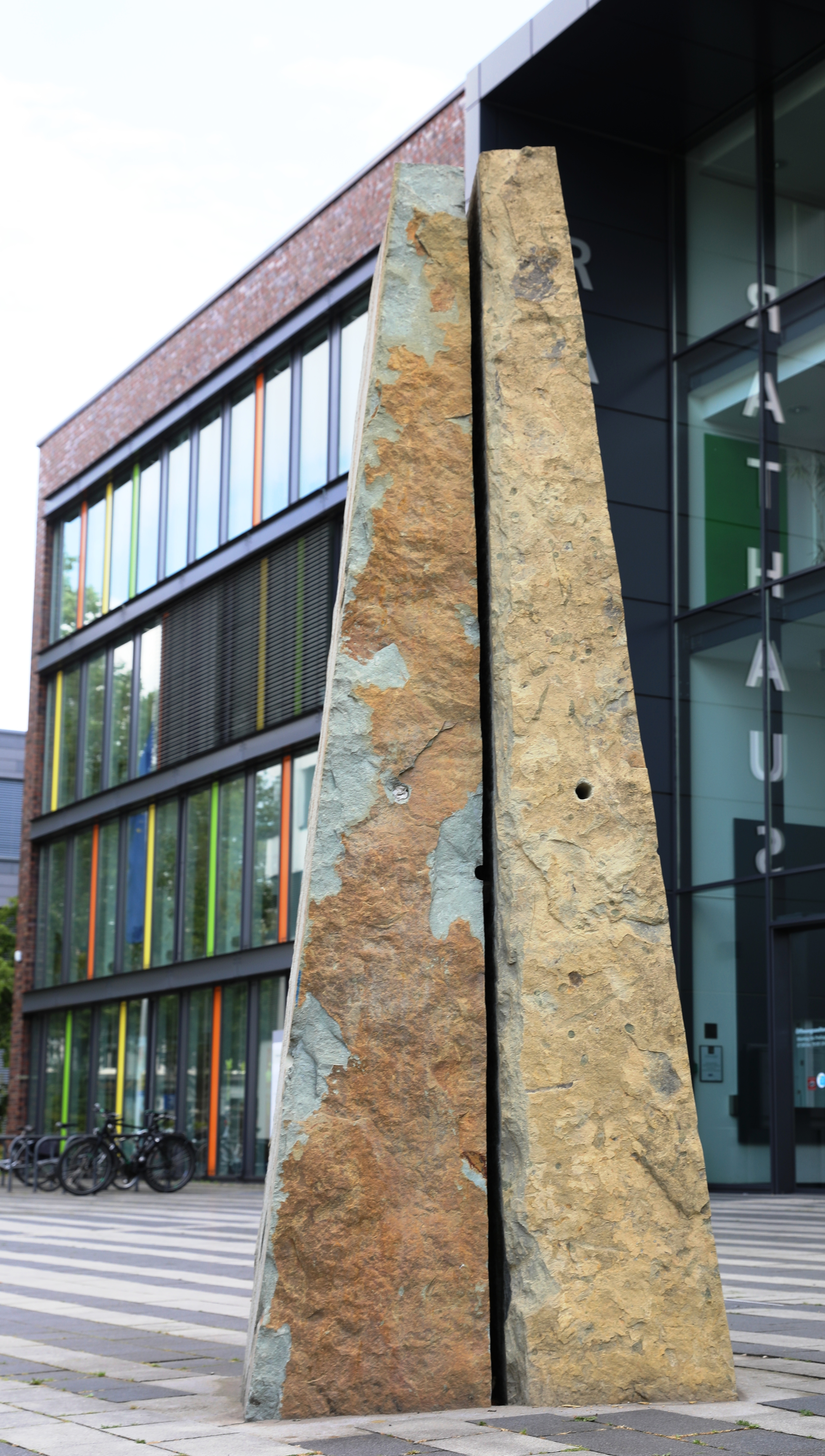
Skulptur des Solinger Kunstvereins vor dem Solinger Rathaus, von Ulrich Rückriem

2011 wurde eine Skulptur von Ulrich Rückriem auf Initiative des Solinger Kunstvereins unter Mithilfe zahlreicher Sponsoren der Stadt Solingen geschenkt. Es handelt sich dabei um zwei keilförmige Blöcke aus Anröchter Dolomitgestein, die gebrochen und von Ulrich Rückriem zurückhaltend bearbeitet wurden. Sie stehen auf dem Walter-Scheel-Platz vor dem neuen Rathauses in Solingen und ergänzen seither die Kunstwerke im öffentlichen Raum in Solingen.
2018 realisierte der Kunstverein unter der Leitung von Andreas Schäfer das Projekt (UN)SICHTBAR, bei dem Studenten und eine Dozentin der Kunsthochschule für Medien die Solinger Synagoge auf dem Hochbunker an der Malteserstraße wieder sichtbar machten, der an der Stelle erbaut wurde, wo die Synagoge 1938 von SA-Leuten und einem Solinger Mob in der Pogromnacht zerstört wurde.
2019 beging der Kunstverein sein 30-jähriges Jubiläum im Solinger Theater und Konzerthaus mit einer Aufführung von Oskar Schlemmers „Lackballett“ in einer Neuinszenierung des Düsseldorfer Theaters der Klänge.
2022 wurde das 1937 in Solingen-Höhscheid errichtete Kriegerehrenmal in der Aktion Kunst verwandelt! von der Künstlerinnengruppe Ester temporär bemalt, um auf das unreflektierte Nazierbe aufmerksam zu machen und eine Umgestaltung des Peter-Höfer-Platzes zu fordern.
Im Rahmen eines größeren Walsken-Projekts zeigte der Solinger Kunstverein 40 Arbeiten des Künstlers und Widerstandskämpfers Ernst Walsken aus den Jahren 1935 bis 1939, die dieser Künstler in Straflagern der Nazis heimlich fertigte.

## Veranstaltungen und  Ausstellungen (Auswahl)

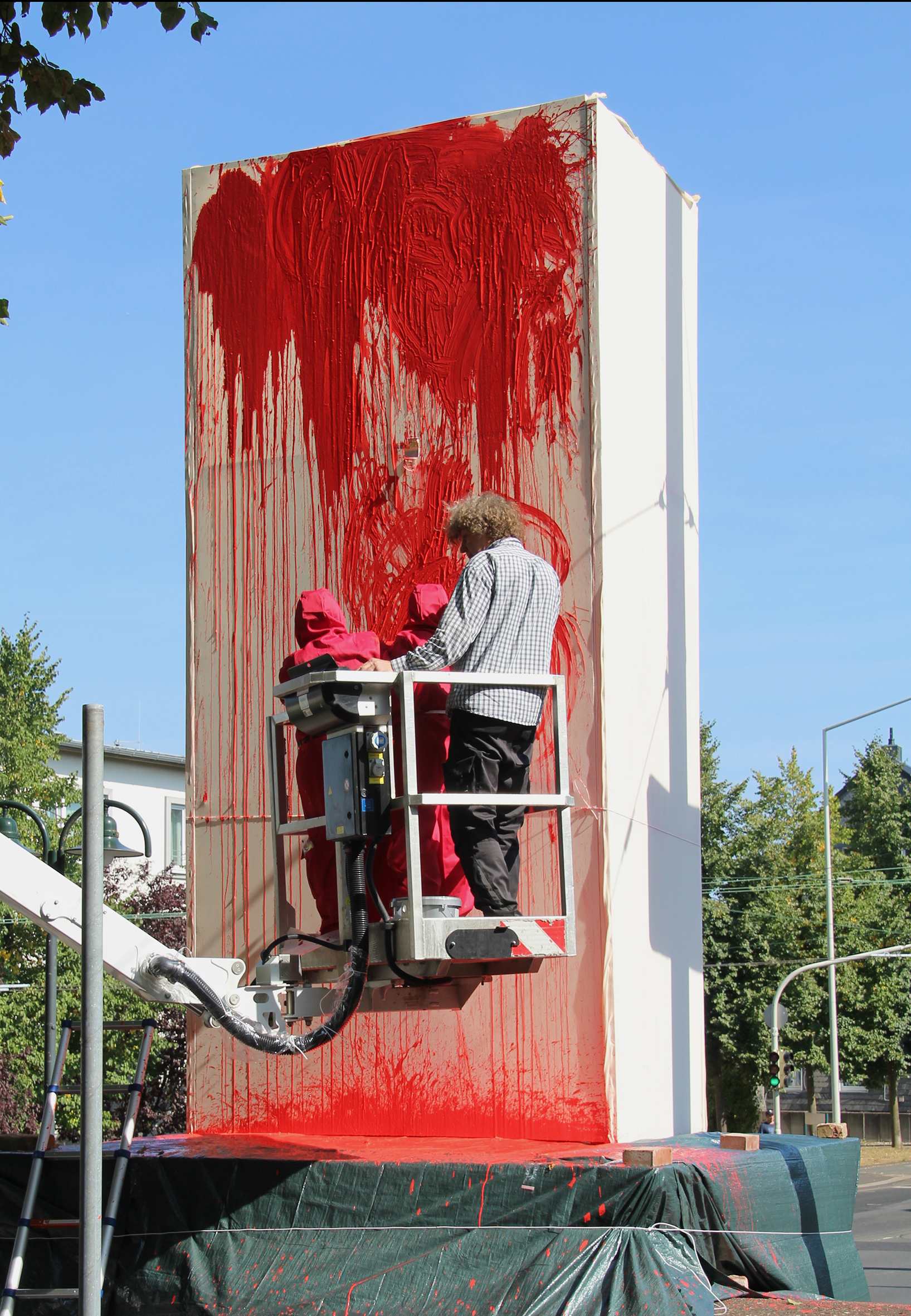
Verwandlung des Solinger Kriegerdenkmals in Höhscheid 2022 durch den Solinger Kunstverein

- Zwischen Abstraktion und Figuration, Eugen Batz, Werke (1990)
- Susanne Kessler – Werkschau Susanne Kessler, Konstruktionen (1991)
- Neue Bilder, Serge Selvon, Malerei (1994)
- Vedute di ... , Helga Budde-Engelke, Raumvisionen nach Radierungen von Piranes (1994)
- Im Spannungsfeld des Expressionismus, Fritz Schaefler (1996)
- Bilder 1995 bis 2005, Peter Casagrande, Malerei (2006)
- Keilskulptur, Ulrich Rückriem, Ausstellung – Zeichnungen, Freie Figurationen (2013)
- Finsheen – ein Dorf verschwand. Epitaph, René Böll, Malerei (2016)
- (UN)SICHTBAR – Videoaktion zur Sichtbarmachung der in der Pogromnacht zerstörten Synagoge; Open Air, Solingen (2018)
- Kunst verwandelt! – Live-Painting der Künstlerinnengruppe Ester zur temporären Verwandlung eines Kriegerdenkmals; Open Air, Solingen (2022)
- Warten auf die Freiheit, Ernst Walsken, Zeichnungen und Aquarelle (2024)